# Thorsten Fink
Thorsten Fink (* 29. Oktober 1967 in Dortmund-Marten) ist ein deutscher Fußballtrainer und ehemaliger -spieler.

## Karriere als Spieler

### Vereine

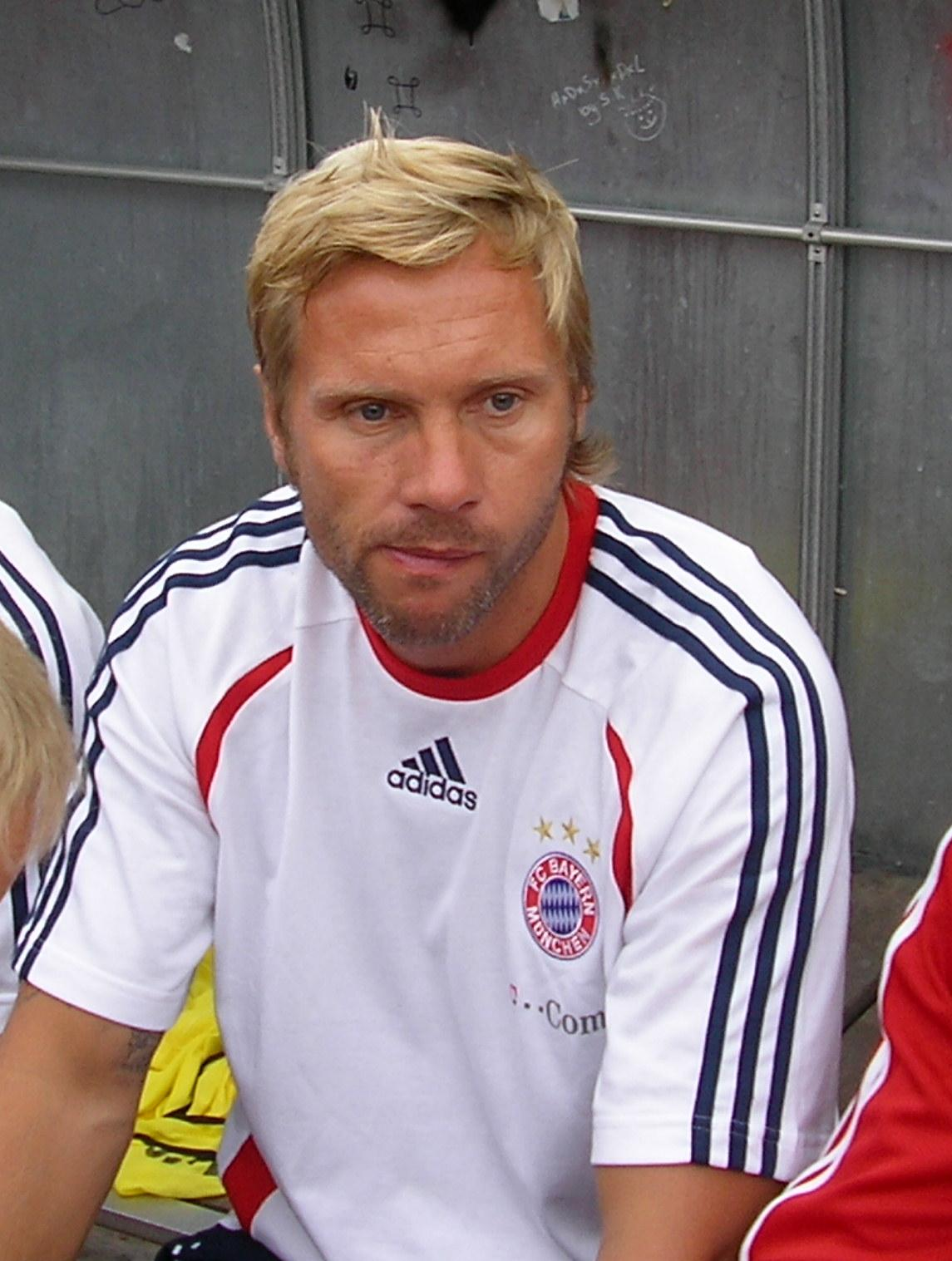
Fink beim FC Bayern

Thorsten Fink wuchs als Sohn eines Stahlarbeiters in Dortmund-Marten auf.
Er begann beim SV Roland Marten mit dem Fußballspielen und wechselte 1983 als Jugendlicher zu Borussia Dortmund. Für die Borussia war er in der Jugend und in der Amateurmannschaft bis 1989 aktiv. Als 21-Jähriger unterschrieb er beim Zweitligisten SG Wattenscheid 09. Sein Debüt als Profi für den Verein gab der defensive Mittelfeldspieler am 29. Juli 1989 (1. Spieltag) beim 4:1-Sieg im Heimspiel gegen die SpVgg Bayreuth. Sein erstes Tor erzielte er mit dem Führungstreffer zum 3:0-Auswärtssieg bei Hannover 96 am 16. August 1989 (4. Spieltag). Von 1990 – die SG war in die Bundesliga aufgestiegen – bis 1994 absolvierte er für die SG Wattenscheid in der Bundesliga 125 Spiele (25 Tore), die bis heute Vereinsrekord bedeuten.
Nach dem Abstieg 1994 wechselte er zum Ligakonkurrenten Karlsruher SC, 1997 unterschrieb er einen Vertrag beim FC Bayern München. Trotz großer Konkurrenz setzte sich Fink in München durch und erreichte seinen größten sportlichen Erfolg, als er unter Trainer Ottmar Hitzfeld die Champions League gewann. Er wurde mit dem Verein darüber hinaus viermal Deutscher Meister, dreimal Pokalsieger und gewann 2001 den Weltpokal im Finale gegen die Boca Juniors. Mit der Zeit wurde Fink mehr und mehr zum Ergänzungsspieler, nahm diese Rolle aber klaglos an und wurde für seine Loyalität geschätzt.
Fink hatte insgesamt 150 Bundesligaspiele für Bayern München bestritten, ehe er ab 2003 für die zweite Mannschaft der Münchner in der damaligen Regionalliga Süd spielte; in der Saison 2003/04 gehörte er als Standby-Spieler auch dem Profikader an. In der zweiten Mannschaft war er Mannschaftskapitän, bis ihn ein Knorpelschaden im Knie zwang, seine Karriere zu beenden. Sein letztes Spiel absolvierte er am 2. April 2006.
Fink erzielte in 367 Erstligaspielen 40 Tore, in 37 Zweitligaspielen ein Tor und in 86 Drittligaspielen sechs Tore.

### Nationalmannschaft
Sein einziges Länderspiel bestritt er für die deutsche U21-Nationalmannschaft bei einem 1:1 in Yaoundé gegen Kameruns A-Nationalmannschaft.

## Karriere als Trainer
Thorsten Fink unterstützte nach seiner aktiven Zeit in der ersten Mannschaft des FC Bayern München die Regionalliga-Mannschaft unter Hermann Gerland und absolvierte parallel dazu bis Ende 2005 eine Ausbildung zum Fußball-Lehrer an der Sporthochschule Köln.

### FC Red Bull Salzburg
Von 5. September 2006 bis 16. Juni 2007 trainierte Thorsten Fink die Amateurmannschaft des österreichischen Fußballclubs FC Red Bull Salzburg. Mit dieser wurde er Meister der Regionalliga West und stieg in die Erste Liga (zweithöchste Liga in Österreich) auf. Im Anschluss daran trainierte er als Assistent von Giovanni Trapattoni den Erstligisten Red Bull Salzburg, für den inzwischen auch sein ehemaliger Mannschaftskamerad Alexander Zickler spielte, mit dem Fink sieben Jahre bei Bayern München zusammengespielt hatte.

### FC Ingolstadt 04
Am 5. Januar 2008 unterschrieb Fink einen Vertrag als Cheftrainer beim deutschen Regionalligisten FC Ingolstadt 04, mit dem er am 31. Mai 2008 in die 2. Bundesliga aufstieg. Als Tabellenzwölfter der Hinrunde fiel der FCI nach elf sieglosen Spielen in der Rückrunde auf einen Abstiegsplatz zurück, und Fink wurde am 21. April 2009 beurlaubt. 16 Tage zuvor war Fink vom Verein noch eine Jobgarantie bis zum Saisonende zugesichert worden. Aufsichtsratsmitglied Andreas Schleef hatte in einem Interview am 17. April betont, dass „ein Trainerwechsel zum jetzigen Zeitpunkt keinen Sinn mehr macht.“ In einem Interview am 10. Mai 2009 vertrat der Aufsichtsratsvorsitzende Peter Jackwerth die Auffassung, dass man sich bereits zu einem deutlich früheren Zeitpunkt von Thorsten Fink hätte trennen sollen.

### FC Basel
Am 9. Juni 2009 folgte Fink Christian Gross als Trainer des FC Basel nach. Ausgestattet mit einem Dreijahresvertrag gewann er trotz eines eher schlechten Starts in seiner ersten Saison seine ersten Titel als Trainer, den Schweizer Cup und eine Woche später die Meisterschaft. Dabei stellte die Mannschaft mit 90 Toren in 36 Ligaspielen einen neuen Torrekord für die Schweiz auf. Am 24. August 2010 zog der FC Basel in die Gruppenphase der UEFA Champions League 2010/11 ein. Am 30. Oktober 2010 wurde der Vertrag mit Thorsten Fink ohne Ausstiegsklausel bis zum Juni 2013 verlängert. Im Mai 2011 gewann er mit Basel die 14. Schweizer Meisterschaft, die zur erneuten Teilnahme an der Champions League berechtigte.

### Hamburger SV
Am 17. Oktober 2011 wurde Fink Trainer beim Bundesligisten Hamburger SV als Nachfolger von Michael Oenning, der am 19. September 2011 freigestellt worden war, vorgestellt. Sein Vertrag mit dem FC Basel war zuvor gegen Zahlung einer Ablösesumme durch den HSV aufgelöst worden. Fink übernahm die Mannschaft nach dem 9. Spieltag auf dem letzten Tabellenplatz. Im restlichen Verlauf der Hinrunde gelang es ihm, die Mannschaft zu stabilisieren und auf Platz 13 zu führen. Nach einer schwächeren Rückrunde geriet der HSV wieder in den Abstiegskampf, schloss die Saison 2011/12 aber auf dem 15. Tabellenplatz ab.
In der Saison 2012/13 verpasste der HSV unter seiner Führung nach einem Fehlstart zu Saisonbeginn mit dem siebten Platz am letzten Spieltag nur knapp die Qualifikation für einen internationalen Wettbewerb. Tiefpunkt in dieser Saison war die 2:9-Auswärtsniederlage gegen den FC Bayern München, wobei der HSV allerdings den amtierenden Meister und Pokalsieger Borussia Dortmund zweimal schlug (3:2 im Volksparkstadion und 4:1 im Westfalenstadion). Nach einem schlechten Start in die Saison 2013/14 wurde Fink am 17. September 2013 nach einem 2:6 gegen Borussia Dortmund beurlaubt.

### APOEL Nikosia
Im Januar 2015 unterzeichnete Fink beim zyprischen Rekordmeister APOEL Nikosia einen Vertrag über ein halbes Jahr mit einer Option auf ein weiteres Jahr. Nach einer Niederlage beim Tabellenzweiten Apollon Limassol, der dadurch auf zwei Punkte an APOEL herankam, trennte sich der Verein von Fink zwei Spieltage vor Saisonende am 11. Mai 2015. Ohne Fink wurde der Verein kurz darauf Meister und Pokalsieger.

### FK Austria Wien
Zur Saison 2015/16 wurde Fink Cheftrainer beim FK Austria Wien. Er unterzeichnete einen Zweijahresvertrag mit Option auf ein weiteres Jahr. Seine erste Saison mit der Austria schloss er als Tabellendritter ab, die zweite als Vizemeister. Im Februar 2018 wurde er von seinen Aufgaben entbunden; zu jenem Zeitpunkt befand sich die Austria auf dem 7. Tabellenrang.
Vor seiner Entlassung war Fink als Trainer des österreichischen Nationalteams im Gespräch, jedoch entschied man sich für seinen Landsmann Franco Foda.

### Grasshopper Club Zürich
Am 23. April 2018 wurde er neuer Trainer des Grasshopper Club Zürich. Die Entlassung erfolgte nach einer wenig erfolgreichen Amtszeit am 4. März 2019, zu jenem Zeitpunkt befand sich GCZ auf dem 10. und somit letzten Tabellenrang.

### Vissel Kōbe
Im Juni 2019 wurde er Trainer des japanischen Erstligisten und gewann am 1. Januar 2020 im ersten Spiel, in dem in Japan ein Video-Assistent eingesetzt wurde, mit den Spielern Lukas Podolski und Andrés Iniesta den Kaiserpokal. Im September 2020 gab Fink seinen Rücktritt als Trainer von Kōbe bekannt.

### Riga FC
Von Januar bis Mai 2022 war Fink Trainer beim lettischen Erstligisten Riga FC.

### Al-Nasr SC
Von Mai bis Anfang November 2022 war Fink Trainer in der UAE Pro League beim Al-Nasr Sports Club aus Dubai. Zum Zeitpunkt von Finks Entlassung lag der Club auf dem drittletzten Tabellenrang.

### Belgische Vereine
In der Saison 2023/24 übernahm Fink das Team von VV St. Truiden in der ersten belgischen Liga. Er wurde dabei Nachfolger von Bernd Hollerbach. Anfang Juni 2024 verließ er den Verein wieder und unterschrieb zur Saison 2024/25  einen Vertrag mit unbefristeter Laufzeit beim Ligarivalen KRC Genk.

## Erfolge

### Als Spieler
- Deutscher B-Juniorenmeister 1984[27]
- Deutscher Meister 1999, 2000, 2001, 2003
- DFB-Pokal-Sieger 1998, 2000, 2003
- Champions-League-Sieger 2001
- Weltpokal-Sieger 2001

### Als Trainer
- Japanischer Pokalsieger 2019
- Schweizer Meister 2010, 2011 (mit dem FC Basel)
- Schweizer Pokalsieger 2010 (mit dem FC Basel)
- Aufstieg in die 2. Bundesliga 2008 (mit dem FC Ingolstadt 04)
- Meister der Regionalliga West mit FC Red Bull Juniors